# Antonio Cazzaniga
Antonio Cazzaniga (Cremona, 15 luglio 1885 – Milano, 19 settembre 1973) è stato un medico italiano.

## Biografia
Figlio di Fulvio Cazzaniga e Angiolina Fieschi, studiò medicina all'Istituto di studi superiori pratici e di perfezionamento di Firenze, dove si laureò nel luglio del 1910. Successivamente frequentò l'istituto di patologia generale diretto da Alessandro Lustig Piacezzi, tra il 1911 e il 1912 la clinica medica di Modena, tra il 1912 e il 1913 quella di Vienna guidata da Carl von Noorden e tra il 1913 e il 1914 quella di Lipsia diretta da Adolph Strümpell.
Nominato nel 1914 assistente all'istituto di medicina legale dell'Università di Firenze diretto da Lorenzo Borri, nel 1922 divenne professore ordinario all'Università degli Studi di Messina, trasferendosi nel 1924 all'Università degli Studi di Milano; nello stesso anno fu designato professore incaricato all'Università Cattolica del Sacro Cuore. Nel 1936 creò l'Istituto di medicina legale all'Università di Milano – dove ebbe come allievo Caio Mario Cattabeni – e nel 1938 fu nominato preside della Facoltà di medicina e chirurgia dello stesso ateneo.

## Attività scientifica
Autore di oltre duecento pubblicazioni scientifiche, la sua attività accademica si concentrò prevalentemente sulla medicina legale e sulla storia della medicina.

## Opere
- Antonio Cazzaniga, Le basi medico-legali per la stima del danno alla persona da delitto e quasi delitto, Milano, Istituto Editoriale Scientifico, 1928.
- Antonio Cazzaniga, Programma di medicina legale, Milano, Arti grafiche Calamandrei, 1932.
- Antonio Cazzaniga, I problemi cronologici della medicina legale, Milano, Bocca, 1940.
- Antonio Cazzaniga, La grande crisi della medicina italiana nel primo Ottocento, Milano, Hoepli, 1949.